# Chiesa dei Santi Pietro e Paolo (Bergamo)
La chiesa dei Santi Pietro e Paolo è sede della parrocchia di Boccaleone, quartiere di Bergamo, facente parte del vicariato urbano Est.
L'edificio fu progettato nel primo decennio del Novecento da Elia Fornoni.

## Storia
La piccola chiesa dedicata ai Santi Pietro e Paolo, risulta documentata già dal 1260 inserita nell'elenco delle chiese di Bergamo sottoposte a un censo imposto dalla Santa Sede. La chiesa risulta sia stata ricostruita nel 1800. L'allora parroco Giuseppe Fenaroli, fece edificare la nuova torre campanaria sui resti di quella precedente e i locali della canonica, questo permise alla chiesa di essere elevata a parrocchia dal vescovo Pietro Luigi Speranza. La relazione della visita pastorale di san Carlo Borromeo del 23 novembre 1575, inserisce la chiesa, intitolata a san Pietro, sussidiaria di Sant'Alessandro della Croce. Durante questa visita i pochi abitanti della località chiesero che la chiesa potesse essere elevata a parrocchia per poter raggiungere l'autonomia economica. Ma la richiesta fu accolta solo col decreto del 28 aprile 1847, venendo smembrata da quella di via Pignolo dal vescovo Carlo Gritti Morlacchi.
Lo sviluppo industriale della zona portò a un grande incremento demografico, gli abitanti che per secoli erano in numero di 300, in poco tempo divennero più di novecento, tanto da obbligare la costruzione di un nuovo edificio di culto, poco distante dalla vecchia chiesa, che fu abbandonata, venduta e trasformata in attività privata di un restauratore.
Il nuovo edificio fu costruito su un terreno donato da Giovanni Ambiveri all'allora parroco don Ruggeri, su progetto dell'architetto Elia Fornoni. La costruzione della chiesa ebbe dei tempi morti a causa della prima guerra mondiale. La posa della prima pietra nel 1911, ebbe la benedizione del vescovo Giacomo Radini-Tedeschi. I lavori ripresero nel 1923 con la costruzione della zona absidale, la posa dell'altare dedicato alla Madonna fu posta la pavimentazione e le decorazioni interne.
Il 14 ottobre 1930 la chiesa ricevette la visita del vescovo Adriano Bernareggi che la consacrò intitolandola ai santi Pietro e Paolo apostoli e donando le reliquie dei santi Pietro e Paolo e del bergamasco sant'Alessandro. Il progetto della facciata con le due torri campanarie fu elaborato dal padre dell'Elia Fornoni, Dante nel 1951. Il progetto precedente prevedeva la costruzione di un alto campanile, ma non era stato approvato dal Ministero della Difesa, a causa della vicinanza con l'aeroporto di Orio al Serio, questo fece che Dante progettò una nuova soluzione con le due torri gemelle..
Nel 2003 furono posizionate 28 colonnine di ghisa sferoidali che chiudessero la zona del sagrato. L'edificio, con le due torri gemelle, divenne da subito simbolo della località.

## Descrizione

### Esterno
L'esterno della chiesa è preceduto dall'ampio sagrato rialzato da un gradino con pavimentazione in bolognini di porfido. La facciata, orientata nord-sud, presenta una superficie piana e spuntata in pietra di Credano. Tre grandi aperture ad archi a sesto acuto con cornici in marmo di Zandobbio accompagnano nell'alto loggiato posto a protezione degli ingressi. Il grande rosone composto dalla croce centrale, in marmo di Zandobbio, completa da dodici raggi, raffiguranti gli apostoli, riprendendo il trigramma di san Benedetto, atto a illuminare l'aula, adorna la parte centrale della facciata ed è fiancheggiato dalle due statue dei santi Pietro e Paolo poste su due mensole.

La facciata termina con le due torri campanarie poste lateralmente, mentre la parte centrale della chiesa termina con un cornicione dentellato, e nella parte inferiore nove nicchie che completano l'architettura della facciata.
I due campanili terminano con la medesima cornice dentellata in marmo della facciata. 
La facciata prosegue con il loggiato in ceppo di Poltragno.

### Interno
L'interno della chiesa si sviluppa in cinque campate divise da grandi archi a sesto acuto in stile gotico, con volta a crociera. Le campate conservano le cappelle laterali, cinque per lato, di misure differenti, due ampie mentre tre piccole. Nella prima cappella a sinistra, sopraelevata da due gradini in marmo di Zandobbio, vi è il battistero, mentre quella corrispondente è intitolata all'Immacolata concezione.
Le due cappelle successive sono dedicate al sacramento della confessione. Nella terza campata vi sono i due accessi laterali. Le quarte cappella sono dedicate al Sacro Cuore a di sinistra e alla Madonna del Santissimo Rosario quella corrispondente.
Sette gradini portano alla zona presbiteriale a pianta semiottagonale ma di misura inferiore all'aula con copertura a catino con volta a spicchi.